# Паксилла
Паксилла — небольшая зонтиковидная структура, иногда встречающаяся у иглокожих, в частности у морских звёзд отряда паксиллоносных морских звёзд (Paxillosida), таких как Луидии (Luidia), Астропектены (Astropecten) и Гониастериды (Goniasteridae), которые погружаются в донный осадок. Это косточки, состоящие из микрокристаллов кальцита, расположенные на аборальной (верхней) поверхности животного. Их стебли отходят от стенки тела, а зонтиковидные коронки, окаймлённые короткими шипиками, сходятся вплотную, образуя защитную внешнюю ложную кожу. Заполненная водой полость под ними содержит мадрепоровую пластинку и тонкие жаберные структуры, известные как папулы.